# M’Poko (Fluss)
Der M’Poko ist ein Fluss in der Zentralafrikanischen Republik.

## Geografie
Er entspringt im Südwesten der Präfektur Ouham. Nachdem er etwa 20 km in östliche Richtung geflossen ist, ändert er seinen Kurs und fließt in süd - südöstlicher Richtung über die Präfekturgrenze der Landeshauptstadt Bangui entgegen. Etwa 60 km vor seiner Mündung nimmt er dann seinen wichtigsten Nebenfluss den Mbali auf, um dann im Süden Banguis sich mit dem Ubangi zu vereinen. Er gibt der Präfektur Ombella-Mpoko seinen Namen.

## Hydrometrie
Die Durchflussmenge des Flusses wurde über 37 Jahren (1957–94) in Bossele-Bali, bei etwa dem halben Einzugsgebiet gemessen. Die in Bossele-Bali beobachtete mittlere jährliche Durchflussmenge betrug in diesem Zeitraum 90 m³/s.
- Diagrammdaten:
- Definition |
- Rohdaten |
- Hilfe

## Transport
Der M’Poko ist neben dem Sangha und dem Ubangi einer der 3 Flüsse, die die 2800 km langen Wasserstraßen der Zentralafrikanischen Republik bilden. Sie werden hauptsächlich für den Transport von Baumstämmen, Baumwolle und den Austausch von Nahrungsmitteln mit den Nachbarländern genutzt.